# Nautilocalyx picturatus
Nautilocalyx picturatus är en tvåhjärtbladig växtart som beskrevs av L.E. Skog. Nautilocalyx picturatus ingår i släktet Nautilocalyx och familjen Gesneriaceae. Inga underarter finns listade i Catalogue of Life.